# Alexandra Emilianov
Alexandra Emilianov (née le 19 septembre 1999) est une athlète moldave, spécialiste du lancer du poids et du lancer du disque.

## Carrière
Le 15 juillet 2015, à 15 ans, Alexandra Emilianov remporte la médaille d'or des championnats du monde cadets de Cali avec 52,78 m. L'année suivante, à Tbilissi, elle réalise le doublé lancer du poids / lancer du disque aux championnats d'Europe cadets. Puis, elle remporte le bronze des championnats du monde juniors de Bydgoszcz avec 53,08 m, avant de décrocher le titre européen de la catégorie en 2017 à Grosseto (56,38 m).
Le 12 mai 2018, elle porte son record personnel du disque à 60,24 m à Waco (USA).
Le 12 juillet de la même année, elle remporte le titre lors des championnats du monde juniors 2018 à Tampere, devenant la seule athlète (hommes et femmes confondus) à remporter la médaille d'or aux championnats d'Europe et du monde des moins et 18 et des moins de 20 ans.

## Palmarès
| Date | Compétition                   | Lieu      | Résultat | Épreuve | Marque  |
| ---- | ----------------------------- | --------- | -------- | ------- | ------- |
| 2015 | Championnats du monde cadets  | Cali      | 1re      | Disque  | 52,78 m |
| 2016 | Championnats d'Europe cadets  | Tbilissi  | 1re      | Poids   | 18,50 m |
| 2016 | Championnats d'Europe cadets  | Tbilissi  | 1re      | Disque  | 58,09 m |
| 2016 | Championnats du monde juniors | Bydgoszcz | 3e       | Disque  | 53,08 m |
| 2017 | Championnats d'Europe juniors | Grosseto  | 1re      | Disque  | 56,38 m |
| 2018 | Championnats du monde juniors | Tampere   | 1re      | Disque  | 57,89 m |
| 2018 | Championnats d'Europe         | Berlin    | 8e       | Disque  | 58,10 m |
| 2019 | Championnats d'Europe espoirs | Gävle     | 2e       | Disque  | 57,30 m |
| 2024 | Jeux olympiques               | Paris     | 11e      | Disque  | 58,08 m |

## Records
| Épreuve          | Marque       | Lieu   | Date          |
| ---------------- | ------------ | ------ | ------------- |
| Lancer du disque | 64,42 m (NR) | Ramona | 13 avril 2024 |